# Abuso de confianza (película)

Abuso de confianza es una película de Argentina en blanco y negro dirigida por Mario C. Lugones según el guion de Julio Porter basado en la obra Abus de confiance, de Pierre Wolff. Se estrenó el 21 de septiembre de 1950, y qtuvo contó con la actuación de Olga Zubarry, Manuel Collado Montes, María Armand y Carlos Thompson. Fue el último filme de Olga Zubarry para la productora Lumiton.

## Sinopsis
Para buscar la protección de un abogado, una estudiante de Derecho simula ser la hija de una actriz a la que él había conocido en su juventud.

## Reparto
Intervinieron en la película los siguientes intérpretes:
- Olga Zubarry
- Manuel Collado Montes
- María Armand
- Carlos Thompson
- Renée Dumas
- Adolfo Linvel
- Margarita Corona
- Carlos Bellucci
- Iris Alonso
- José Nájera
- Arnoldo Chamot
- Juan Pecci
- María Elena Sagrera
- José Arias Callicó
- Celia Geraldy
- Juan Latrónico
- Nélida Romero
- Jorge Villoldo
- Sergio Malbrán
- Mario Roque Benigno
- Manuel Alcón
- Alejandro Anderson
- Dora Zular

## Comentarios
King en El Mundo señaló del filme su "directo efecto dramático" y Noticias Gráficas su "tono humanístico" en tanto la crónica de Crítica dijo "no evita el film el tinte melodramático"